# Ubojstva u Novoj Škotskoj 2020.
Ubojstva u Novoj Škotskoj 2020. je naziv za masovnu pucnjavu u sjevernom dijelu kanadske pokrajine Nove Škotske, između 18. i 19. travnja 2020. Muškarac identificiran kao 51-godišnji Gabriel Wortman ubio je najmanje 16 ljudi, uključujući tri policajaca, a ozlijeđene su najmanje još dvije osobe prije nego što ih je policija usmrtila nakon automobilske potjere. To je najsmrtonosniji napad takve vrste u kanadskoj povijesti. Policija kaže kako zasad nije utvrđen motiv.

## Ubojstva
U 23:32 sati 18. travnja policija je odgovorila na više 9-1-1 poziva u vezi s incidentima povezanim s oružjem u maloj zajednici Portapique, 130 kilometara (81 milja) sjeverno od Halifaxa. Pronašli su nekoliko mrtvih i ozlijeđenih unutar kuće i izvan nje, ali ne i osumnjičenog.
Gabriel Wortman, 51. godine, identificiran je kao strijelac u 19:54 ujutro 19. travnja. Između 10:04 i 11:24, Wortman je bio vidljiv u Debertu, Brookfieldu i Milfordu. U istom vremenskom okviru javnost je upozorena da se možda predstavlja kao oficir RCMP-a i upravlja vozilom napravljenim da liči na krstaš RCMP-a, te da putuje autocestom 4 u blizini Glenholme. Stanovnike je apelirano da izbjegavaju to područje. Policija je zatražila od javnosti da odmah pozove vozilo 9-1-1 ako uoče vozilo. Sat vremena kasnije rekli su da je prešao na srebrno sportsko korisno vozilo Chevrolet Tracker.
Gotovo dvanaest sati nakon što je policija prvi put primila prijavu vatrenog oružja, Wortmana je policija ubila ispred benzinske postaje u restoranu Irving Oil Big Stop u Enfieldu, oko 92 kilometra (57 milja) južno od Portapiquea i oko 40 kilometara (25 milja) ) sjeverno od Halifaxa. Tim za ozbiljne nezgode reagirao je da će provoditi istragu pucnjave na koju je upleten policajac.

## Izvršitelj
Strijelac je identificiran kao 51-godišnji Gabriel Wortman, denturist koji radi na području Halifaxa. Bio je vlasnik nekretnina u Portapiqueu i Dartmouthu. Wortman je studirao da postane morticist na koledžu, ali je na kraju prebacio karijeru. Pokazano je da je bio opsesivan policijom, hobi je kupio memorabilije za provedbu zakona i obnovio stare policijske kruzere. Jedna osoba je Wortmanov dom nazvala "svetištem" za RCMP.
Nije utvrđen motiv za ubojstva, a vlasti ga ne smatraju terorističkim aktom. Međutim, susjedi su rekli kako se Wortman borio s alkoholizmom, a na njegov posao, od kojeg je zaradio puno novca, negativno je utjecala pandemija koronavirusa, prisiljavajući na zatvaranje svih nebitnih stomatoloških usluga.